# Galéria
Galéria (en cors Galeria) és un municipi francès, situat a la regió de Còrsega, al departament d'Alta Còrsega. L'any 1999 tenia 302 habitants.

## Demografia
| 1962 | 1968 | 1975 | 1982 | 1990 | 1999 |
| ---- | ---- | ---- | ---- | ---- | ---- |
| 327  | 350  | 311  | 302  | 305  | 302  |

## Administració
| Període | Identitat    | Partit | Qualitat |  |
| ------- | ------------ | ------ | -------- |  |
| 2001-   | Daniel Rossi |        |          |  |